# 付庸国
主権国家体制において付庸国（附庸国、ふようこく）、従属国（じゅうぞくこく）（英: vassal state）とは、宗主国から一定の自治権を認められているが、その内政・外交が宗主国の国内法により制限を受ける国家を指す。
宗主国との関係は付庸関係と言い、大国の一部が分離独立する過程で誕生する。個々の付庸国ごとに宗主国対しての義務は一様でなく、国際法主体として対外主権の行使が認められていることもある。しかしながら、いずれにしても国際社会においては宗主国の一部とみなされ、他国から指を差すことが困難であり、宗主国が締結した条約に付庸国も拘束されうる。この点で保護国とは異なる。
主権を不完全にしか持たないため、保護国と合わせて半主権国（英: semisovereign state）、従属国（英: dependent state）とも呼ばれる。現在、この意味での付庸国は存在しない。新たに大国の一部が分離独立するも引き続き大国の保護が必要な場合、付庸関係ではなく、国家主権が対等である自由連合が採用されている。

## 一覧
付庸国とは近東のエジプト・ヒッタイト・ミタンニの間の紛争に遡り、そして近代の中国でも一般化とされ、最後に付庸国を持った国は中華人民共和国であった。ブルガリア、エジプトなどオスマン帝国を宗主国とする事例が多い。以下に歴史上の付庸国の一覧を示す。
| 付庸国                              | 宗主国         | 期間            | 根拠                                       | 備考 |
| ----------------------------------- | -------------- | --------------- | ------------------------------------------ | --- |
| 西蔵                                | 清朝           | 1720年 - 1911年 |                                            | 清朝の崩壊で事実上独立。 |
| セルビア公国                        | オスマン帝国   | 1830年 - 1878年 |                                            | 1878年のベルリン条約により独立。 |
| エジプト王国                        | オスマン帝国   | 1840年 - 1914年 |                                            | 1914年までにイギリスの被保護国となる。 |
| モルダヴィア・ワラキア合同公国      | オスマン帝国   | 1856年 - 1878年 | 1856年のパリ条約                           | 1859年にモルダヴィア公国、ワラキア公国が合同。1878年のベルリン条約により独立を承認され、ルーマニア王国に。                                                                 |
| 大ブルガリア公国→ブルガリア自治公国 | オスマン帝国   | 1878年 - 1908年 | サン・ステファノ条約、1878年のベルリン条約 | 1908年にブルガリア王国として独立。 |
| 共戴モンゴル国 → モンゴル人民共和国 | 中華民国       | 1915年 - 1946年 | キャフタ条約                               | 1946年に独立を承認される。 |
| 西蔵（チベット）                    | 中華人民共和国 | 1951年 - 1959年 | 十七か条協定                               | 1959年のチベット動乱後、インドに亡命政権を樹立。「ガンデンポタン」としてのチベット（西蔵）は現在、チベット自治区として中国本土の自治区（大行政区分の一つ）に組まれている。 |